# John Patrick (allenatore di pallacanestro)
John Patrick (29 febbraio 1968) è un allenatore di pallacanestro ed ex cestista statunitense con cittadinanza tedesca.

## Statistiche

### NCAA
| Anno      | Squadra           | PG | PT | MP   | TC%  | 3P%  | TL%  | RP  | AP  | PRP | SP  | PP |
| --------- | ----------------- | -- | -- | ---- | ---- | ---- | ---- | --- | --- | --- | --- | -- |
| 1987-1988 | Stanford Cardinal | 9  | -  | -    | 38,5 | 75,0 | 66,7 | 0,8 | 0,2 | 0,3 | 0   | -  |
| 1988-1989 | Stanford Cardinal | 20 | 0  | 4,3  | 38,1 | 50,0 | 57,1 | 0,4 | 0,7 | 0   | 0   | -  |
| 1989-1990 | Stanford Cardinal | 30 | -  | 29,0 | 37,2 | 35,9 | 77,8 | 2,6 | 3,8 | 1,0 | 0   | -  |
| 1990-1991 | Stanford Cardinal | 33 | -  | -    | 41,8 | 45,8 | 84,7 | 2,3 | 3,8 | 0,7 | 0,2 | -  |
| Carriera  | Carriera          | 92 | 0  | 19,1 | 39,6 | 42,2 | 79,6 | 1,8 | 2,8 | 0,6 | 0,1 | -  |

### Allenatore
| Stagione | Squadra          | Regular Season | Regular Season | Regular Season | Regular Season | Regular Season                      | Post Season                                                              |
| Stagione | Squadra          | V              | P              | % V            | G              | Posizione finale                    | Post Season                                                              |
| -------- | ---------------- | -------------- | -------------- | -------------- | -------------- | ----------------------------------- | ------------------------------------------------------------------------ |
| 2003-04  | BG 74 Gottinga   | 13             | 17             | 43,3           | 30             | 7º in 2. Basketball-Bundesliga Nord | -                                                                        |
| 2004-05  | BG 74 Gottinga   | 19             | 11             | 63,3           | 30             | 5º in 2. Basketball-Bundesliga Nord | -                                                                        |
| 2005-06  | Toyota Alvark    | 21             | 5              | 96,2           | 26             | 1º in JBL Super League              | Campione JBL Super League                                                |
| 2006-07  | BG 74 Gottinga   | 28             | 2              | 93,3           | 30             | 1º in 2. Basketball-Bundesliga Nord | Campione 2. Basketball-Bundesliga Nord Promosso in Basketball-Bundesliga |
| 2007-08  | BG 74 Gottinga   | 13             | 21             | 38,2           | 34             | 14º in Basketball-Bundesliga        | Manca i play-off                                                         |
| 2008-09  | BG 74 Gottinga   | 25             | 9              | 73,5           | 34             | 2º in Basketball-Bundesliga         | Sconfitto ai Quarti da Bamberg (1-3)                                     |
| 2009-10  | BG 74 Gottinga   | 24             | 10             | 70,6           | 34             | 3º in Basketball-Bundesliga         | Sconfitto ai Quarti da Bremerhaven (2-3)                                 |
| 2010-11  | BG 74 Gottinga   | 19             | 15             | 55,9           | 34             | 7º in Basketball-Bundesliga         | Sconfitto ai Quarti da Francoforte (0-3)                                 |
| 2011-12  | Würzburg Baskets | 20             | 14             | 58,8           | 34             | 6º in Basketball-Bundesliga         | Sconfitto in Semifinale da Ulma (0-3)                                    |
| 2012-13  | R. Ludwigsburg   | 12             | 22             | 35,3           | 34             | 17º in Basketball-Bundesliga        | Retrocesso in ProA per poi essere ripescato                              |
| 2013-14  | R. Ludwigsburg   | 18             | 16             | 52,9           | 34             | 8º in Basketball-Bundesliga         | Sconfitto ai Quarti dal Bayern Monaco (1-3)                              |
| 2014-15  | R. Ludwigsburg   | 17             | 17             | 50,0           | 34             | 8º in Basketball-Bundesliga         | Sconfitto ai Quarti da Bamberg (0-3)                                     |
| 2015-16  | R. Ludwigsburg   | 23             | 11             | 67,6           | 34             | 5º in Basketball-Bundesliga         | Sconfitto ai Quarti dal Bayern Monaco (2-3)                              |
| 2016-17  | R. Ludwigsburg   | 17             | 15             | 53,1           | 32             | 8º in Basketball-Bundesliga         | Sconfitto ai Quarti da Ulma (2-3)                                        |
| 2017-18  | R. Ludwigsburg   | 26             | 8              | 76,5           | 34             | 3º in Basketball-Bundesliga         | Sconfitto in Semifinale dall'Alba Berlino (0-3)                          |
| 2018-19  | R. Ludwigsburg   | 16             | 18             | 47,1           | 34             | 10º in Basketball-Bundesliga        | Manca i play-off                                                         |
| 2019-20  | R. Ludwigsburg   | 17             | 4              | 90,0           | 21             | 2º in Basketball-Bundesliga         | Sconfitto in Finale dall'Alba Berlino (0-3)                              |
| 2020-21  | R. Ludwigsburg   | 30             | 4              | 88,2           | 34             | 1º in Basketball-Bundesliga         | Sconfitto in Semifnale dal Bayern Monaco (1-3)                           |
| 2021-22  | R. Ludwigsburg   | 23             | 11             | 67,6           | 34             | 4º in Basketball-Bundesliga         | Sconfitto in Semifnale dall'Alba Berlino (0-3)                           |
| 2022-23  | Chiba Jets       | 53             | 7              | 88,3           | 60             | 1º nella Eastern Conference         | Sconfitto in Finale dai Golden Kings (0-2)                               |
| 2023-24  | Chiba Jets       | 35             | 25             | 58,3           | 60             | 3º nella Eastern Conference         | Sconfitto in Semifinale dai Golden Kings (1-2)                           |
|          | Carriera         | 469            | 262            | 64,2           | 731            |                                     |                                                                          |

## Palmarès

### Giocatore
- Campione NIT (1991)

### Allenatore

#### Squadra
- EuroChallenge: 1

BG 74 Gottingen: 2009-10

#### Individuale
- Basketball-Bundesliga Allenatore dell'anno: 3

BG 74 Gottinga: 2008-09, 2009-10
Riesen Ludwigsburg: 2020-21
- Basketball Champions League Best Coach: 1

BSG Ludwigsburg: 2017-18